# Antiche unità di misura della provincia di Cagliari

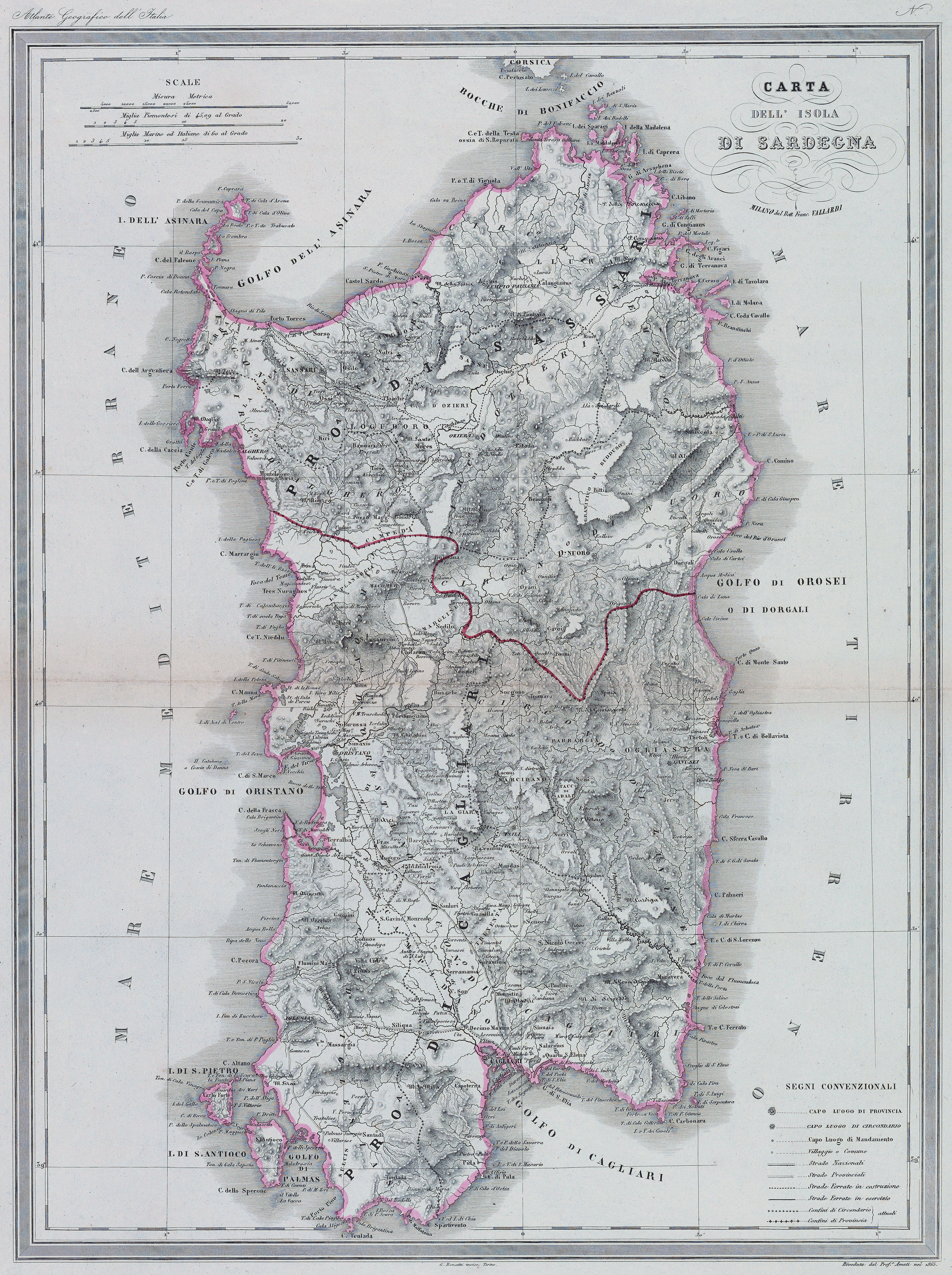
Carta dell'Isola di Sardegna, 1865 circa

Le antiche unità di misura della Sardegna vennero studiate tra il 1836 e il 1844 da una Commissione dei pesi e delle misure del Regno di Sardegna.
L'isola, come da regio editto del 1º luglio 1844, passò al sistema metrico decimale dal 1º gennaio 1846; l'articolo 7 del regio editto dava la possibilità di utilizzare la denominazione antica per alcune unità decimali.

## Territorio
Nel 1874 nella provincia di Cagliari erano presenti 258 comuni divisi in 4 circondari (Cagliari, Iglesias, Lanusei e Oristano) e 58 mandamenti.
Nelle tavole ufficiali del 1877 per la provincia di Cagliari non vennero indicate diversità tra i diversi circondari.

## Misure di lunghezza
| Nome             | Nome             | Nome             | Valore   | Valore |
| ---------------- | ---------------- | ---------------- | -------- | ------ |
| Canna o trabucco | Canna o trabucco | Canna o trabucco | 3,148200 | m      |
| 12               | Palmo            | Palmo            | 0,262350 | m      |
| 48               | 4                | Quarta           |          |        |

| Nome         | Nome     | Nome     | Nome     | Nome     | Valore   | Valore |
| ------------ | -------- | -------- | -------- | -------- | -------- | ------ |
| Miglio sardo |          |          |          |          |          |        |
| 800          | Trabucco | Trabucco | Trabucco | Trabucco | 3,148200 | m      |
| 4800         | 6        | Piede    | Piede    | Piede    |          |        |
| 57600        | 72       | 12       | Oncia    | Oncia    |          |        |
| 691200       | 864      | 144      | 12       | Punti    |          |        |

Il miglio sardo è misura itineraria andata da molto tempo in disuso, avendosi l'abitudine di valutare le distanze ad ore di viaggio, ragguagliate in media a chilometri quattro per i pedoni, e chilometri sei per i cavalli ordinari da sella.
Per le opere stradali dopo il 1823 si usava il miglio italiano di 60 al grado, corrispondenti a metri 1851,851, ed anteriormente al 1823 si usava il miglio romano antico corrispondente a metri 1481,481.
Dal 1846 era possibile usare il nome di canna per una misura di tre metri e il nome di palmo per una misura di metri 0,25.

## Misure di superficie
| Nome     | Nome     | Valore    | Valore |
| -------- | -------- | --------- | ------ |
| Starello | Starello | 3986,7500 | m²     |
| 16       | Imbuto   |           |        |

Lo starello in origine costituiva un quadrato dì 20 trabucchi di lato, che venne alquanto alterato col tempo.
| Nome                               | Nome                               | Valore     | Valore |
| ---------------------------------- | ---------------------------------- | ---------- | ------ |
| Trabucco quadrato o canna quadrata | Trabucco quadrato o canna quadrata | 9,911163   | m²     |
| 144                                | Palmo quadrato                     | 0,06882752 | m²     |

Il trabucco quadrato si divide in 6 piedi di trabucco quadrato, il piede di trabucco quadrato in 12 once di trabucco quadrato, l'oncia di trabucco quadrato in 12 punti di trabucco quadrato.
Dal 1846 era possibile utilizzare il nome di starello per una misura di 40 are.

## Misure di volume
| Nome       | Nome          | Nome          | Valore    | Valore |
| ---------- | ------------- | ------------- | --------- | ------ |
| Canna cuba | Canna cuba    | Canna cuba    | 31202,324 | L      |
| 27         | Misura cubica | Misura cubica |           |        |
| 1728       | 64            | Palmo cubo    | 18,0569   | L      |

| Nome             | Nome             | Nome             | Nome             | Nome             | Valore   | Valore |
| ---------------- | ---------------- | ---------------- | ---------------- | ---------------- | -------- | ------ |
| Tabucco camerale | Tabucco camerale | Tabucco camerale | Tabucco camerale | Tabucco camerale | 5200,387 | L      |
| 6                | Piede            | Piede            | Piede            | Piede            |          |        |
| 72               | 12               | Oncia            | Oncia            | Oncia            |          |        |
| 864              | 144              | 12               | Punto            | Punto            |          |        |
| 10368            | 1728             | 144              | 12               | Atomo            |          |        |

Il trabucco camerale solido aveva per base un trabucco quadrato ed un piede (ossia due palmi) di altezza.

## Misure di capacità per gli aridi
| Nome     | Nome     | Nome     | Valore  | Valore |
| -------- | -------- | -------- | ------- | ------ |
| Starello | Starello | Starello | 50,5000 | L      |
| 2        | Quarra   | Quarra   |         |        |
| 16       | 8        | Imbuto   |         |        |

Dal 1846 era possibile usare la denominazione di starello per una misura di 50 litri.

## Misure di capacità per i liquidi
| Nome          | Nome          | Nome          | Nome           | Nome           | Valore  | Valore |
| ------------- | ------------- | ------------- | -------------- | -------------- | ------- | ------ |
| Botte da vino | Botte da vino | Botte da vino | Botte da vino  | Botte da vino  | 44,8400 | L      |
| 10            | Quartara      | Quartara      | Quartara       | Quartara       |         |        |
| 40            | 4             | Mezzetta      | Mezzetta       | Mezzetta       |         |        |
| 80            | 8             | 2             | Mezza mezzetta | Mezza mezzetta |         |        |
| 160           | 16            | 4             | 2              | Tazza          |         |        |

Dal 1846 era possibile usare il nome di quartara per una misura di 5 litri e il nome di botte per una misura di 50 litri.
| Nome           | Nome           | Nome           | Valore  | Valore |
| -------------- | -------------- | -------------- | ------- | ------ |
| Barile da olio | Barile da olio | Barile da olio | 33,6352 | L      |
| 8              | Quartana       | Quartana       |         |        |
| 192            | 24             | Misura         |         |        |

## Pesi
| Nome    | Nome                | Nome                | Nome                | Valore  | Valore |
| ------- | ------------------- | ------------------- | ------------------- | ------- | ------ |
| Cantaro |                     |                     |                     |         |        |
| 100     | Libbra di commercio | Libbra di commercio | Libbra di commercio | 406,563 | g      |
| 1200    | 12                  | Oncia               | Oncia               |         |        |
| 4800    | 48                  | 4                   | Quarta              |         |        |

Un peso di 10 cantara fa il colpo di calcina.
Un peso di 150 libbre di commercio fa la pesata di legna da ardere.
Un peso di 160 libbre di commercio fa la misura di carbone.
Dal 1846 si poteva indicare con il nome di libbra un peso di 400 grammi e con il nome di cantaro un peso di 40 chilogrammi.
| Nome              | Nome              | Nome              | Nome              | Nome              | Valore  | Valore |
| ----------------- | ----------------- | ----------------- | ----------------- | ----------------- | ------- | ------ |
| Libbra medicinale | Libbra medicinale | Libbra medicinale | Libbra medicinale | Libbra medicinale | 307,400 | g      |
| 12                | Oncia             | Oncia             | Oncia             | Oncia             |         |        |
| 96                | 8                 | Dramma            | Dramma            | Dramma            |         |        |
| 288               | 24                | 3                 | Scrupolo          | Scrupolo          |         |        |
| 5760              | 480               | 60                | 20                | Grano             |         |        |

| Nome              | Nome              | Nome              | Nome              | Valore  | Valore |
| ----------------- | ----------------- | ----------------- | ----------------- | ------- | ------ |
| Libbra da orefice | Libbra da orefice | Libbra da orefice | Libbra da orefice | 325,250 | g      |
| 12                | Oncia             | Oncia             | Oncia             |         |        |
| 192               | 16                | Argento           | Argento           |         |        |
| 6912              | 576               | 36                | Grano             |         |        |